# Saint-Viance
Saint-Viance település Franciaországban, Corrèze megyében. Lakosainak száma 1888 fő (2022. január 1.). Saint-Viance Allassac, Donzenac, Ussac és Varetz községekkel határos.

## Népesség
A település népessége az elmúlt években az alábbi módon változott:
| Lakosok száma | 785  | 1061 | 1407 | 1573 | 1755 | 1794 | 1853 | 1877 | 1883 | 1888 |
|               | 1968 | 1982 | 1990 | 2006 | 2013 | 2015 | 2017 | 2019 | 2020 | 2022 |